# ZTT Records
ZTT Records est un label discographique britannique, basé à Londres, en Angleterre. Il est fondé en 1983 par le journaliste Paul Morley et le producteur Trevor Horn, ainsi que Gary Langan et Jill Sinclair. Le label est aussi connu sous les noms de Zang Tumb Tuum et Zang Tuum Tumb dans certaines productions.

## Histoire

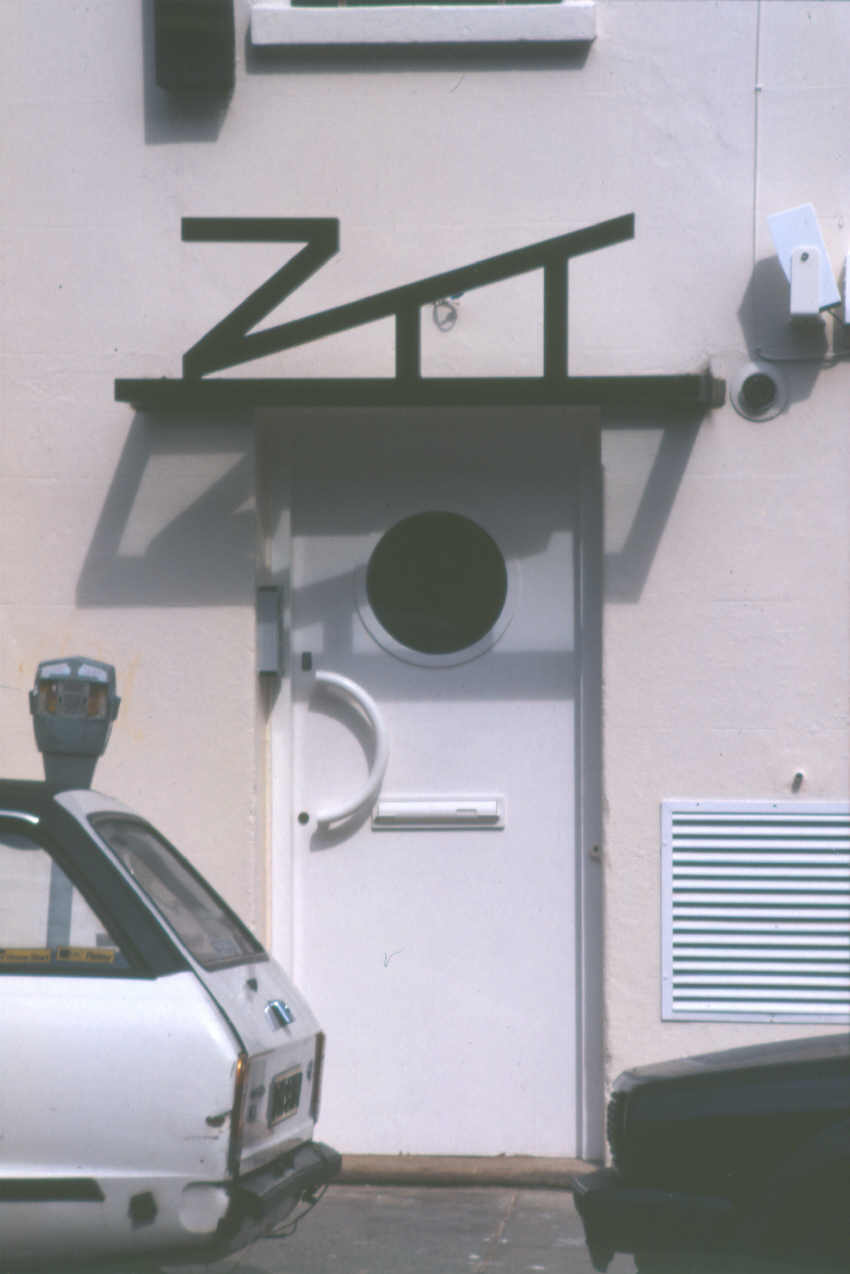
ZTT Records à Londres en 1986.

ZTT est l'initialisation du poème sonore Zang Tumb Tumb de Filippo Tommaso Marinetti, qui décrit zang tumb tumb comme le son d'une mitrailleuse. On pense que l'idée du nom leur est venue de John McGeoch, qui a produit l'album éponyme du groupe suédois de pop funk Zzzang Tumb en 1983, à peu près à la même époque que la création du label.
La majorité de l'équipe créative de ZTT se réunit pour la première fois lorsque Horn a produit l'album The Lexicon of Love pour le groupe britannique de pop ABC. L'éphémère label Perfect Recordings, issu de la nouvelle filiale d'édition Perfect Songs de la société de Trevor Horn et Jill Sinclair, est le précurseur de ZTT. Perfect Recordings n'a publié que l'album des Buggles, Adventures in Modern Recording, ainsi que les singles qui en sont tirés.
En 1983, Horn, Sinclair et Morley fondent ZTT Records ,, qui, après un démarrage lent, connaît un véritable essor. Sinclair devient le directeur général de ZTT, tandis que Paul Morley se concentre sur le marketing. La même année, Sinclair et Horn rachètent les Basing Street Studios à Island Records en échange de la distribution du label ZTT.
La première signature de ZTT est Frankie Goes to Hollywood (FGTH), dont les tubes Relax et Two Tribes deviennent parmi les meilleures ventes de la décennie. C'est le deuxième single du label, Relax, qui devint le premier numéro un du label en janvier 1984. Relax resta dans le UK Singles Chart pendant une année entière, et ZTT était bel et bien établi. Au cours des années 1980, Grace Jones et Art of Noise sont d'autres groupes de ZTT à figurer au hit-parade. ZTT Records contribué aussi à définir la structure et les formats de la scène musicale pop britannique ; dans le cadre de ses efforts de marketing visant à prolonger la durée de vie d'un single, ZTT publie de multiples remixes de 12 pouces qui se classent dans le hit-parade en tant que single de 12 pouces séparé. ZTT Records acquiert également des licences ou produit des t-shirts avec des messages graphiques liés aux singles de ses artistes (par exemple Frankie Say Arm the Unemployed), qui sont eux-mêmes devenus des icônes des années 1980. ZTT n'a pas eu peur d'inverser le business de la pop et d'en faire un divertissement.
En 1984, les entreprises de la famille Horn-Sinclair sont réorganisées sous le nom de SPZ Group, qui comprend alors Sarm West Studios, Perfect Songs et ZTT Records. Dès le début, la majorité des albums de ZTT sont publiés par Perfect Songs et enregistrés aux Sarm West Studios. La fin de la décennie est éclipsée par une âpre bataille juridique entre ZTT et Holly Johnson, qui se bat pour sortir d'un accord d'enregistrement strict et long. De même, d'autres artistes de ZTT, comme Art of Noise et Propaganda, sont désenchantés et quittent le label. Le cas de Propaganda est réglé à l'amiable ; Johnson signe carrément le sien.
À la fin des années 1980, ZTT commence à se concentrer sur la scène émergente de la dance music. Le groupe de trance de Manchester 808 State atteint le top 10 avec Pacific State, ainsi que trois autres singles et un album au début des années 1990. Seal est le prochain grand artiste de ZTT à émerger dans les années 1990, et le label obtient également des succès avec MC Tunes et Shades of Rhythm.
ZTT Records a produit quarante-cinq succès dans le Top 40 au Royaume-Uni, dont quinze dans le Top 10.
En mai 2022, UMG sort le nouvel album des chanteuses de Propaganda Claudia Brücken et Susanne Freytag sur le label ZTT désormais réactivé. Crédité à xPropaganda, l'album est enregistré avec le producteur Stephen Lipson, intitulé The Heart Is Strange et reçoit un accueil généralement positif,,.

## Groupes et artistes
Groupes et artistes signés ou ayant signés au label (en 2015 approx.) :
- 808 State
- Afrika Bambaataa and the Soulsonic Force (ex-distributeur de Tommy Boy Records en Angleterre)
- Act
- Adamski
- All Saints (sous le nom All Saints 1.9.7.5.)
- Anne Pigalle
- Art of Noise
- Andrew Poppy
- Das Psych-Oh Rangers
- Frankie Goes to Hollywood
- Glam Metal Detectives
- Grace Jones
- Heights of Abraham
- Hoodlum Priest
- Kirsty MacColl
- Lisa Stansfield
- Lomax
- Mantra
- Nasty Rox Inc
- Propaganda
- Rehab
- Roy Orbison
- Seal
- Sun Electric
- Solid State Logic
- Tara Newley
- The Frames
- Tom Jones
- The Flood